# Камалов, Асам Камалович
Асам Камалович Камалов (1929 год, Чимкент, Казахская АССР — 17 ноября 1988 год, Сокулукский район, Киргизская ССР) — киргизский советский государственный, партийный и хозяйственный деятель, председатель колхоза «Победа» Таласского района, Киргизская ССР. Герой Социалистического Труда (1971). Депутат Верховного Совета Киргизской ССР.

## Биография
Родился в 1929 году в Чимкенте.
В 1955 году окончил Московский ветеринарный институт, после чего трудился главным зоотехником в колхозе имени Кирова Кировского района. В 1962 году избран секретарём партийного комитета этого же колхоза. С 1964 года — председатель колхоза «Победа» Таласского района.
Вывел колхоз в передовые сельскохозяйственные предприятия Таласского района. Указом Президиума Верховного Совета СССР от 8 апреля 1971 года «за выдающиеся успехи, достигнутые в развитии сельскохозяйственного производства и выполнении пятилетнего плана продажи государству продуктов земледелия и животноводства» удостоен звания Героя Социалистического Труда с вручением ордена Ленина и золотой медали «Серп и Молот».
Член КПСС с 1959 года. Избирался первым секретарём Калининского районного комитета Компартии Киргизии, депутатом Верховного Совета Киргизской ССР и депутатом Таласского областного Совета народных депутатов.
С 1985 года — председатель колхоза «Путь коммунизма» Сокулукского района.
Скончался в 1988 году.